# Nova Versão Internacional
A Nova Versão Internacional (NVI) é uma tradução ou versão evangélica da Bíblia em português de 2001, traduzida pela International Bible Society, atualmente chamada "Biblica Brasil", e publicada pela Editora Vida. Portanto, a NVI em português, embora inspirada na NIV em inglês, não se trata de uma mera tradução da sua irmã anglófona para o português, isto é, uma tradução da tradução, mas uma nova tradução diretamente dos idiomas originais da Bíblia (hebraico, aramaico e grego).

## História
A Nova Versão Internacional foi inspirada no projeto de tradução anglófono da Associação Nacional de Evangélicos dos EUA em 1957. Em 1967, a International Bible Society assumiu a responsabilidade pelo projeto e contratou uma equipe de 15 especialistas de várias denominações cristãs evangélicas e de vários países para a tradução de dos manuscritos mais antigos. O Novo Testamento foi publicado em 1973 por Zondervan nos Estados Unidos, e a Bíblia completa em 1978. Uma tradução em espanhol foi publicada em 1999, seguida por uma tradução em português em 2001.
Em 2023, uma revisão da tradução foi realizada, resultando em ajustes no texto. Essas mudanças foram objeto de apoio e crítica por parte dos leitores, que expressaram uma variedade de opiniões sobre diversos aspectos da nova versão.

## Tradução portuguesa
O projeto de tradução em língua portuguesa começou em 1990, com a reunião da comissão da International Bible Society, atualmente chamada "Biblica Brasil", sob coordenação do linguista e hebraísta, Luiz Sayão. Inicialmente foi publicado uma versão do Novo Testamento, em 1991. O projeto foi totalmente patrocinado pela International Bible Society, ainda que difundida e vendida por outras editoras. [carece de fontes?]
A tradução definitiva e completa em português foi publicada em 2001, a partir das línguas originais, com base na mesma filosofia de tradução da New International Version (NIV).
O método de tradução da Nova Versão Internacional (em português) é o mesmo da da New International Version (tradução em língua inglesa também produzida pela International Bible Society). Nessas duas versões foi usado um método de tradução intermediário ou eclético, que mistura a equivalência formal e a dinâmica. Isto implica que, quando um texto pode ser traduzido de forma mais literal, se usa o método de tradução chamado "equivalência formal". Contudo, se o texto traduzido literalmente era difícil de entender para um leitor comum, então foi feita uma tradução mais funcional, procurando trazer o significado pretendido no original para um português natural e compreensível. 
Apesar das semelhanças entre a Nova Versão Internacional e a New International Version a versão brasileira não é uma tradução da língua inglesa, mas sim dos idiomas originais.
Notas de rodapé são frequentes na NVI. Elas trazem explicações de todo tipo e em alguns casos apresentam traduções alternativas (inclusive qual seria a tradução literal).

## Características
Essa tradução foi feita a partir das línguas em que os textos bíblicos foram originalmente escritos (hebraico, aramaico e grego). A NVI foi produzida com os seguintes objetivos fundamentais:
- Clareza — o texto foi traduzido de forma que pudesse ser lido pela população em geral sem maiores dificuldades, porém sem ser demasiadamente informal. Arcaísmos, por exemplo, foram banidos, e regionalismos, evitados.
- Fidelidade — a tradução deve ser fiel ao significado pretendido pelos autores originais.
- Beleza de estilo — o resultado deve permitir uma leitura agradável, e uma boa sonoridade ao ser falado em público.

## Tradução

#### Marcos 2:17
- Ouvindo isso, Jesus lhes disse: “Não são os que têm saúde que precisam de médico, mas sim os doentes. Eu não vim para chamar justos, mas pecadores”. — (Nova Versão Internacional)
- E Jesus ouvindo isto, disse-lhes: “Os sãos não necessitam de médico, mas os que estão enfermos; eu não vim para chamar os justos, mas os pecadores ao arrependimento”. — (King James Fiel)
- Tendo Jesus ouvido isto, respondeu-lhes: Os sãos não precisam de médico, e sim os doentes; não vim chamar justos, e sim pecadores. —( Almeida Revista e Atualizada)

#### 1 Coríntios 6:20
- “Porque fostes comprados por bom preço; glorificai, pois, a Deus no vosso corpo, e no vosso espírito, os quais pertencem a Deus”. — (Almeida Corrigida Fiel)
- “Porque fostes comprados por um preço; portanto, glorificai a Deus no vosso corpo, e no vosso espírito, os quais são de Deus” — (King James Fiel)

- “Vocês foram comprados por alto preço. Portanto, glorifiquem a Deus com o corpo de vocês.”  — (Nova Versão Internacional)